# Differenzwagen
Differenzwagen sind Güterwagen, denen Begleitpapiere fehlen oder die andere Mängel aufweisen, und die deshalb vorübergehend eine Staatsgrenze nicht queren dürfen. Sie müssen aus dem Verband eines grenzüberschreitenden Zuges herausgenommen werden.